# Vanderlei Fernandes Silva
Vanderlei Fernandes Silva (conocido como Derlei) (São Bernardo do Campo, Brasil, 14 de julio de 1975) es un exfutbolista brasileño, aunque nacionalizado portugués. 
Desde el 2010 está retirado y su último club fue Madureira Esporte Club de Brasil.

## Biografía
Vanderlei Fernandes Silva, más conocido como Derlei, nació en Brasil aunque también tiene nacionalidad portuguesa.
Jugó en varios equipos de su país natal (América FC (RN), Guarani FC y Madureira) antes de marcharse a Portugal a jugar con el União Desportiva de Leiria.
Con este equipo debutó en la Primera División de Portugal. En este club permaneció tres temporadas disputando muchos encuentros (91) en los que anotó 42 goles.
En 2002 ficha por el Fútbol Club Oporto. Fue una de las apuestas de José Mourinho y Derlei no defraudó, ya que se convirtió en uno de los mejores goleadores del equipo. Marcó dos goles en la final de la Copa de la UEFA 2002-03 (FC Oporto 3-2 Celtic de Glasgow). En total con este equipo ganó dos Ligas, una Copa, dos Supercopas de Portugal, una Copa de la UEFA, una Liga de Campeones de la UEFA y una Copa Intercontinental.
En invierno de 2005 Derlei se marcha del club debido a problemas disciplinarios, ya que se retrasó en la vuelta de las vacaciones de invierno sin explicación. Fue vendido al FC Dinamo Moscú por 7 millones de euros. En su época en Rusia se convirtió en uno de los mejores delanteros de la Liga Premier de Rusia.
Regresa a Portugal dos años después para jugar la última parte de la temporada 2006-07 con el Benfica en calidad de cedido. Debutó con este equipo en liga el 2 de febrero en un partido contra el Boavista FC (0-0).
En 2007 ficha por su actual club, el Sporting de Lisboa. Esa misma temporada se lesiona de gravedad, lo que le impide jugar gran parte de la temporada. Sin embargo su equipo se proclama campeón de la Copa de Portugal.
En verano de 2008 gana la Supercopa de Portugal.

## Clubes
| Club                  | País     | Año       |
| --------------------- | -------- | --------- |
| América FC (RN)       | Brasil   | 1994-1997 |
| Guarani Futebol Clube | Brasil   | 1997-1998 |
| Madureira EC          | Brasil   | 1998-1999 |
| UD de Leiria          | Portugal | 1999-2002 |
| FC Porto              | Portugal | 2002-2005 |
| FC Dinamo Moscú       | Rusia    | 2005-2007 |
| SL Benfica            | Portugal | 2007      |
| Sporting de Lisboa    | Portugal | 2007-2009 |
| Esporte Clube Vitória | Brasil   | 2009-2010 |
| Madureira EC          | Brasil   | 2010      |

## Palmarés

### Torneos regionales
| Título              | Club            | Estado               | Año  |
| ------------------- | --------------- | -------------------- | ---- |
| Campeonato Potiguar | América FC (RN) | Río Grande del Norte | 1996 |

### Torneos nacionales
| Título                | Club               | País     | Temporada |
| --------------------- | ------------------ | -------- | --------- |
| Supercopa de Portugal | F. C. Porto        | Portugal | 2003      |
| Primeira Liga         | F. C. Porto        | Portugal | 2002-03   |
| Copa de Portugal      | F. C. Porto        | Portugal | 2002-03   |
| Supercopa de Portugal | F. C. Porto        | Portugal | 2004      |
| Primeira Liga         | F. C. Porto        | Portugal | 2003-04   |
| Supercopa de Portugal | Sporting de Lisboa | Portugal | 2007      |
| Copa de Portugal      | Sporting de Lisboa | Portugal | 2007-08   |
| Supercopa de Portugal | Sporting de Lisboa | Portugal | 2008      |

### Torneos internacionales
| Título                       | Club        | Sede          | Temporada/Año |
| ---------------------------- | ----------- | ------------- | ------------- |
| Copa de la UEFA              | F. C. Porto | Sevilla       | 2002-03       |
| Liga de Campeones de la UEFA | F. C. Porto | Gelsenkirchen | 2003-04       |
| Copa Intercontinental        | F. C. Porto | Yokohama      | 2004          |